# Torsten Reißmann
Torsten Reißmann (* 23. Februar 1956 in Potsdam; † 8. Oktober 2009 in Brandenburg an der Havel) war ein deutscher Judoka.

## Biografie
Torsten Reißmann war vierfacher Judo-DDR-Meister im Halbleichtgewicht. Er errang zwischen 1975 und 1982 vier Europameistertitel in der Kategorie bis 65 kg und war damit einer der erfolgreichsten Judoka des Deutschen Judo-Verbandes. Er
gehörte 1978 zur DJV-Auswahlmannschaft, die bei den Europameisterschaften in Helsinki als Wunderteam in die EM-Historie einging.
Reißmann wuchs gemeinsam mit seinen drei Brüdern und einer Schwester in Potsdam auf. Nach der Mittleren Reife erlernte er den Beruf des Kfz-Schlossers. Unter Judotrainer Erhard Buchholz erhielt er in der Hochschulsportgemeinschaft an der Pädagogischen Hochschule Potsdam ab 1968 seine Ausbildung zum Spitzen-Judoka. Als Sportsoldat der Nationalen Volksarmee wurde er Mitglied des Sportclubs ASK Vorwärts Frankfurt und diente im Rang eines Leutnants. Seine Judo-Trainer im Sportclub waren Hubert Sturm und Herbert Niemann.
Später war er Grundschullehrer, bis er ab 2001 an Neuroborreliose erkrankte. Im langen todesursächlichen Krankheitsverlauf litt er schwer unter fortschreitenden motorischen Behinderungen und Lähmungen.

## Erfolge
- Europameister 1975, 1978, 1980 und 1982
- Weltmeisterschaftsdritter 1975
- Olympia-Fünfter im Halbleichtgewicht 1980